# The Criterion Collection
The Criterion Collection (o simplemente Criterion) es una  compañía de distribución cinematográfica con sede en Nueva York, reconocida internacionalmente por su dedicación a la preservación y promoción del cine de calidad.

## Historia
Fundada en 1984 por Robert Stein y Aleen Stein, la misión de Criterion es restaurar y lanzar ediciones de alta calidad de películas clásicas y contemporáneas que representen lo mejor del cine mundial.
La colección se distingue por su compromiso con la excelencia técnica y artística, presentando versiones restauradas de películas emblemáticas en formatos de alta definición, con atención meticulosa a la calidad de la imagen y el sonido. Criterion suele incluir contenido adicional en sus lanzamientos, como comentarios de audio de cineastas y expertos, documentales sobre la realización de las películas, entrevistas con el elenco y el equipo, y ensayos escritos por críticos de renombre.
El criterio de selección de películas para la colección abarca una amplia gama de géneros, estilos y períodos históricos, reflejando la diversidad y riqueza del panorama cinematográfico mundial. Desde clásicos del cine mudo y películas de la edad de oro de Hollywood hasta obras maestras del cine europeo, asiático y latinoamericano, entre otros. Criterion se esfuerza por ofrecer una representación equilibrada y ecléctica de la historia del cine.
Además de su enfoque en películas ya establecidas como obras maestras, Criterion también se compromete a descubrir y promover películas menos conocidas pero igualmente importantes, respaldando a cineastas emergentes y destacando películas innovadoras y culturalmente significativas que de otro modo podrían pasar desapercibidas.
La influencia de Criterion en el mundo del cine va más allá de sus lanzamientos en formato físico. La compañía también ha colaborado con servicios de transmisión en línea (The Criterion Channel) permitiendo que una selección de sus películas esté disponible para su visualización en plataformas digitales. Esta asociación amplía el alcance de la colección, brindando acceso a una audiencia global ávida de explorar el cine de calidad.

### Formatos
Todos los títulos de Criterion están numerados, lo que se muestra en la parte inferior del lomo del paquete. Aunque la mayor parte del catálogo de Criterion es de películas de acción real, también han lanzado películas animadas (El planeta salvaje, Fantastic Mr. Fox y WALL-E), series de televisión (Tanner '88, Fishing with John y episodios selectos de I Love Lucy y The Addams Family) y vídeos musicales (Beastie Boys Video Anthology).

### Disco láser y VHS/Betamax
The Criterion Collection comenzó a publicar LaserDiscs el 1 de diciembre de 1984, con el lanzamiento de Citizen Kane, hasta el 16 de marzo de 1999, con Armageddon de Michael Bay (#384). Tres de los primeros títulos de la compañía (The 39 Steps, The Lady Vanishes y The Third Man) también se publicaron en VHS y Betamax. Estos fueron los únicos lanzamientos de Criterion en esos formatos; otros títulos de Janus/Criterion a menudo se lanzaron en VHS a través de Home Vision Entertainment.

### DVD y Blu-ray
Criterion ingresó al mercado del DVD en 1998 con un sistema de numeración reiniciado, comenzando con Los siete samuráis, lomo n.° 2 (La gran ilusión, n.° 1, se retrasó un año mientras se realizaba la restauración de un negativo recién encontrado). En sus discos láser, las primeras ediciones en DVD de películas de pantalla ancha de Criterion se presentaron en formato buzón, pero Criterion no mejoró anamórficamente sus discos para monitores 16:9 hasta mediados de 1999 con el lanzamiento de Insomnia (#47).
Criterion tardó en expandirse a lanzamientos de alta definición, en parte debido a las guerras de formatos HD entre Blu-ray y HD DVD. Una vez que el Blu-ray surgió como el formato de video doméstico de alta definición estándar de la industria, Criterion comenzó a lanzar ediciones en Blu-ray de películas seleccionadas de su colección, comenzando con el lanzamiento en Blu-ray de Chungking Express de Wong Kar-wai (# 453; actualmente agotado) el 16 de diciembre de 2008. A finales de 2013, Criterion anunció que con el lanzamiento en noviembre de la caja de Zatoichi (lomo 679), todos los lanzamientos futuros serían en formato dual (DVD y Blu-ray empaquetados juntos) en lugar de lanzamientos individuales. Esta decisión también se aplicó a la mayoría de las reediciones de actualizaciones introducidas después de noviembre de 2013. Después de que los comentarios de los clientes revelaran cierta reticencia a este enfoque, All That Jazz (#724) se convirtió en el último número cronológico publicado como edición de formato dual, y la decisión fue se revirtió para lanzar discos separados para títulos a partir de septiembre de 2014.
A pesar del surgimiento de Blu-ray como formato de alta definición estándar de la industria, Janus/Criterion continúa admitiendo el formato DVD. No solo todos sus nuevos lanzamientos en Blu-ray van acompañados de una versión en DVD de definición estándar, sino que también se lanzan lanzamientos revisados y actualizados en ambos formatos (salvo la breve incursión en lanzamientos de formato dual). Además, la línea independiente de lanzamientos de Eclipse de la compañía actualmente sólo está disponible en formato DVD estándar.
Además del catálogo principal, la compañía también ha lanzado películas a través de sus líneas Essential Art House, Eclipse, Merchant Ivory y Janus Contemporaries, así como algunos lanzamientos fuera de cualquier línea de productos. Muchos de estos lanzamientos también se han recopilado y vendido en varias cajas.
A principios de 2016, por primera vez en su historia, Criterion anunció que comenzaría a lanzar su catálogo fuera de los EE. UU. y Canadá (los títulos internacionales anteriores de Criterion, como el LaserDisc japonés de Blade Runner, tenían licencia para otras empresas). En asociación con Sony Pictures Home Entertainment, los estrenos comenzaron a distribuirse con el lanzamiento de seis títulos en el Reino Unido durante el mes.
Los lanzamientos de DVD de Criterion son una combinación de DVD de Región 0 (sin región) y Región 1 con el estándar NTSC. Los discos Blu-ray están bloqueados en la Región A en América del Norte o en la Región B en el Reino Unido (aunque hay excepciones). Sin embargo, cuando SPHE dejó de distribuir los lanzamientos de Criterion en el Reino Unido, la distribución pasó a Spirit Entertainment.

### Blu-ray Ultra HD
El 11 de agosto de 2021, Criterion anunció que comenzaría a publicar títulos en formato Ultra HD Blu-ray en noviembre de 2021. Todos los lanzamientos de Criterion Ultra HD Blu-ray incluyen una copia de Ultra HD Blu-ray y una copia de Blu-ray normal. de una película (con todas las características especiales del Blu-ray normal), con lanzamientos selectos que incluyen Dolby Vision HDR y Dolby Atmos. Los primeros lanzamientos de este tipo se anunciaron el 16 de agosto para su lanzamiento el 21 de noviembre: Citizen Kane (#1104, regresando a la colección por primera vez desde 1992), Mulholland Drive y Menace II Society. La compañía también planeaba lanzar The Red Shoes, A Hard Day's Night y The Piano en discos Ultra HD Blu-ray. La película Uncut Gems (n.º 1101), cuyo lanzamiento en Blu-ray y DVD estaba previsto anteriormente en octubre de 2021, se retrasó hasta noviembre para poder lanzar también la película en Ultra HD Blu-ray.

## The Criterion Channel (Streaming)
Después de incursiones en el suministro de títulos de la Colección como transmisión de video bajo demanda (VOD) en asociación con otras compañías: Mubi (anteriormente The Auteurs, 2008), Hulu Plus (2011-2016) y FilmStruck de TCM (2016-2018). ) Los títulos de Criterion se quedaron sin un hogar en línea cuando FilmStruck anunció que cerraría el 29 de noviembre de 2018. La compañía declaró en una publicación de su blog que estaba "tratando de encontrar formas en que podamos llevar nuestra biblioteca y contenido original volver al espacio digital lo antes posible".
Un mes después, Criterion anunció su propio servicio de suscripción independiente, The Criterion Channel, disponible para suscriptores en Estados Unidos y Canadá. El servicio comenzó el 8 de abril de 2019. Las ofertas del canal incluyen listas de reproducción rotativas, películas con licencia temporal (y algunas ofertas de televisión) de una variedad de estudios y titulares de derechos junto con ediciones en streaming de los lanzamientos de Criterion Collection repletas de características especiales. El canal también presenta contenido original, que incluye resúmenes académicos e introducciones seleccionadas, además de algunos títulos propiedad de Janus que aún no se han lanzado en medios físicos. Criterion mantiene una estrecha relación con la plataforma de transmisión Max de Warner Bros. Discovery, que con frecuencia también alberga títulos lanzados por Criterion.